# Anisocentropus maculatus
Anisocentropus maculatus är en nattsländeart som beskrevs av Georg Ulmer 1926. Anisocentropus maculatus ingår i släktet Anisocentropus och familjen Calamoceratidae. Inga underarter finns listade i Catalogue of Life.